# Donald Maclean
Donald Maclean (25. maj 1913 i London – 6. marts 1983 i Moskva) var en britisk spion, som var dobbeltagent for Sovjetunionen.
Han tilhørte den britiske spionkvartet Cambridge Five, der ud over Donald Maclean bestod af Guy Burgess, Kim Philby og Anthony Blunt.
Maclean studerede ved Gresham's School i Norfolk 1926-1931 og ved Cambridge University 1931-1934. 
Han var ansat ved Storbritanniens ambassade i Washington, D.C., USA 1944-1948. Han udleverede hemmeligstemplet materiale til KGB bl.a. om frembringelsen af atombomben. I 1948 blev han forflyttet til Storbritanniens ambassade i Kairo. Da det blev afsløret, at han var dobbeltspion, flygtede han i 1951 sammen med Guy Burgess til Moskva. Her lærte han sig russisk og arbejdede som specialist indenfor den vestlige verdens økonomiske politik.